# Tiếng vang
Tiếng vang (hay phản âm, hồi thanh) là sự phản xạ của âm thanh đến người nghe với sự chậm trễ sau âm thanh trực tiếp. Sự chậm trễ này tỷ lệ thuận với khoảng cách của bề mặt phản chiếu từ nguồn và người nghe. Ví dụ điển hình là tiếng vang được đáy giếng, tòa nhà, hoặc các bức tường của một căn phòng kín và một căn phòng trống tạo ra. Một tiếng vang thực sự là một âm phản chiếu duy nhất của nguồn âm thanh.

## Hiệu ứng âm thanh

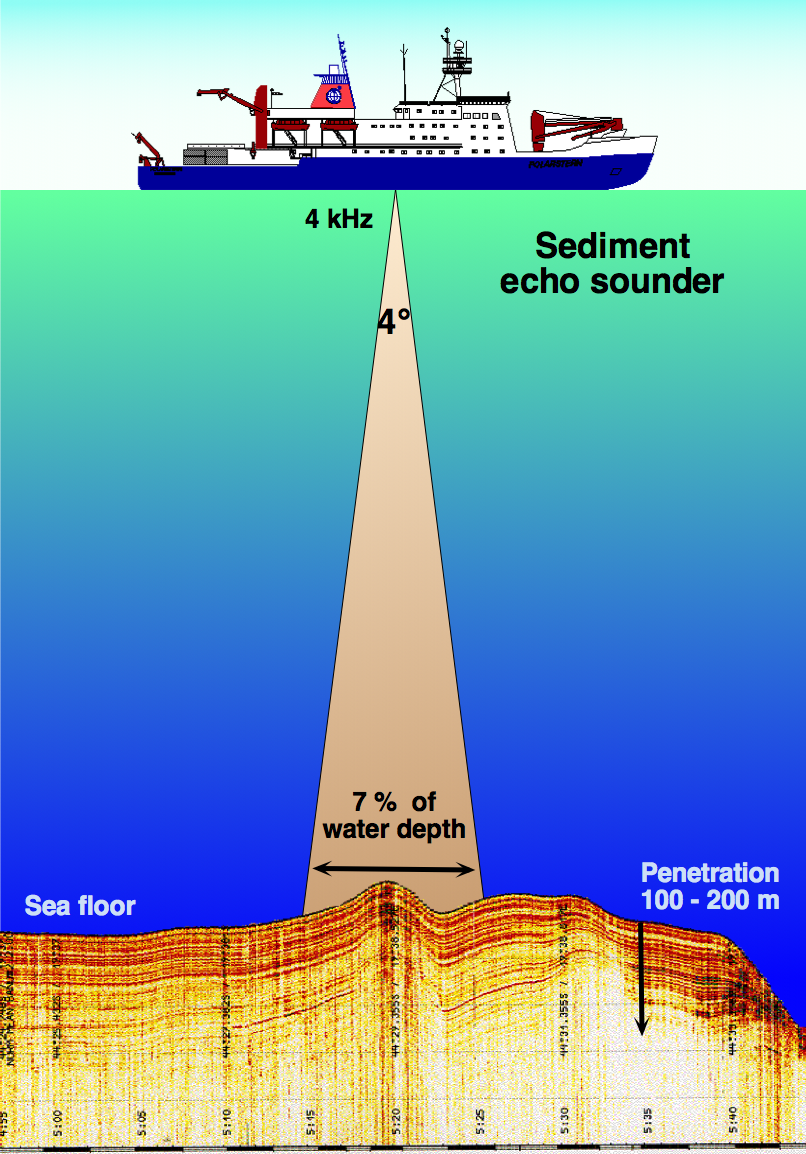
Hình minh hoạ này miêu tả nguyên lý của âm thanh tiếng vang, sử dụng một chùm năng lượng cao và tần số thấp được thu hẹp

Tai của con người không thể phân biệt tiếng vang từ âm thanh trực tiếp ban đầu nếu độ trễ này nhỏ hơn 1/15 giây. Vận tốc âm thanh trong không khí khô khoảng 343 m/s ở nhiệt độ 25 °C. Do đó, vật phản xạ phải ở xa hơn 17.2m so với nguồn âm thanh để tiếng vọng có thể cảm nhận được tại nguồn âm thanh. Khi một âm thanh tạo ra tiếng vang trong hai giây, vật phản xạ cách đó 343 mét. Trong tự nhiên, các bức tường hẻm núi hoặc vách đá hướng ra mặt nước là những màn chắn tự nhiên phổ biến nhất tạo ra tiếng vang. Sức mạnh của tiếng vang thường được đo bằng dB áp suất âm thanh (SPL) so với sóng truyền trực tiếp. Tiếng vang có thể là mong muốn (như trong sonar) hoặc không mong muốn (như trong các hệ thống điện thoại).

## Tiếng Vang (hay Echo) trong karaoke là gì?
Trong âm nhạc, thuật ngữ "Echo" có thể hiểu là độ vang. Hoặc là hiệu ứng phản hồi âm thanh. Chúng ta thường gặp hiệu ứng này khi hát hoặc nói vào micro và âm thanh của câu cuối cùng sẽ bị lặp lại.
Bằng cách tùy chỉnh số lần và tốc độ lặp lại, chúng ta có thể giúp bài hát trở nên hấp dẫn và cuốn hút hơn rất nhiều.

## So sánh sự khác nhau giữa Echo và Reverb
Có thể có rất nhiều người mới tìm hiểu về âm thanh sẽ nhầm lẫn giữa Echo và Reverb. Bởi vì chúng đều tạo ra hiệu ứng vang vọng của âm thanh. Tuy nhiên, thực tế khi áp dụng riêng biệt bạn sẽ cảm thấy Echo và Reverb hoàn toàn khác nhau.
Với Echo, bạn sẽ cảm nhận được âm thanh có sự nhại lại. Giúp những người có giọng hát yếu có thể ngân nga những nốt cao trong bản nhạc. Tuy nhiên, nếu chỉnh quá nhiều Echo, lời hát của bạn có thể bị đè lên nhau và âm thanh không rõ ràng.
Với Reverb, bạn sẽ cảm nhận được âm thanh vọng lại như trong hang động. Từ đó khiến giọng hát của chúng ta mượt mà và bay bổng hơn.
Cả hai loại âm thanh này đều có vai trò quan trọng trong việc tạo hiệu ứng âm thanh. Chúng đều giúp giọng hát, giọng nói, âm thanh nhạc cụ được mượt mà, "nịnh" tai mà không làm người hát tốn quá nhiều sức. Khi kết hợp cả Echo và Reverb trong hát karaoke, bạn sẽ có tiếng hát dày hơn. Khi chỉnh, bạn nên cân bằng giữa Echo và Reverb sao cho âm thanh và giọng hát của bạn sẽ hay nhất.